# Adoxomyia colossula
Adoxomyia colossula är en tvåvingeart som beskrevs av Speiser 1913. Adoxomyia colossula ingår i släktet Adoxomyia och familjen vapenflugor. Inga underarter finns listade i Catalogue of Life.